# East West Bank Classic 1992
L'East West Bank Classic 1992 è stato un torneo di tennis giocato sul cemento.
È stata la 19ª edizione del torneo, che fa parte della categoria Tier II nell'ambito del WTA Tour 1992.
Si è giocato a Manhattan Beach vicino a Los Angeles negli Stati Uniti, dal 10 al 16 agosto 1992.

## Campionesse

### Singolare
Martina Navrátilová ha battuto in finale   Monica Seles con il punteggio di 6–4, 6–2

### Doppio
Arantxa Sánchez Vicario /  Helena Suková hanno battuto in finale  Zina Garrison /  Pam Shriver con il punteggio di 6–4, 6–2